# Mycale tasmani
Mycale tasmani är en svampdjursart som beskrevs av Patricia R. Bergquist och Fromont 1988. Mycale tasmani ingår i släktet Mycale och familjen Mycalidae. Inga underarter finns listade i Catalogue of Life.